# 순천 송광사 삼청교 및 우화각
순천 송광사 삼청교 및 우화각(順天 松廣寺 三淸橋 및 羽化閣)은 전라남도 순천시 송광면 신평리, 송광사 대웅전으로 들어가는 통로인 다리(삼청교)와 그 위에 지은 건물(우화각)이다.1976년 9월 30일 전라남도의 유형문화재 제59호로 지정되었다.

## 개요
송광사 대웅전으로 들어가는 통로인 다리(삼청교)와 그 위에 지은 건물(우화각)이다.
삼청교는 일명 ‘능허교’라고도 한다. 19개의 네모난 돌로 무지개 모양을 만든 후, 양 옆에 다듬은 돌을 쌓아 올려 무게를 지탱하도록 하였다. 무지개 모양의 중심에는 여의주를 물고 있는 용머리돌이 나와 있다.조선 숙종 33년(1707) 다리를 만들었고, 그 뒤 60여년이 지난 영조 50년(1774)에 보수를 거쳤다.
삼청교 위에 지어놓은 우화각은 사람들의 통행을 돕고자 만든 것이다. 들어가는 입구는 옆면에서 볼때 지붕선이 여덟 팔(八)자와 비슷한 팔작지붕을 올렸고, 나가는 쪽의 지붕은 옆면에서 볼 때 지붕선이 사람 인(人)자 모양인 맞배지붕을 올렸다. 이처럼 서로 다른 모양의 지붕을 하고 있는 것은 나가는 쪽의 지붕이 옆 건물과 가까이 닿아 공간이 부족했기 때문으로 본다.
비록 웅장한 모습은 아니나, 두 유물이 다리역할도 하면서 대웅전으로 들어가는 통로 역할도 하는 2중효과를 보이고 있다.

## 참고 문헌
- 송광사삼청교및우화각 - 국가유산청 국가유산포털